# Бондо
Бондо (нем. Bondo) — деревня и бывшая коммуна в Швейцарии в долине Брегалья, кантон Граубюнден. Население составляло 204 человек на 2008 год. Официальный код — 3771. 1 января 2010 года вместе с коммунами Викосопрано, Кастазенья, Стампа и Сольо вошла в состав новой коммуны Брегалья.
Входит в состав региона Малоя (до 2015 года входила в округ Малоя).
На выборах в 2007 году наибольшее количество голосов получила Социал-демократическая партия Швейцарии (37,0 %), за Христианско-демократическую народную партию Швейцарии проголосовали 10,5 %, за Швейцарскую народную партию — 32,4 %, за Свободную демократическую партию — 20,2 %.

## Географическое положение
До слияния площадь Бондо составляла 28,28 км². 2,5 % площади составляли сельскохозяйственные угодья, 37,6 % — леса, 0,6 % территории было заселено, 59,3 % заняты природными объектами. Деревня расположен рядом со швейцарско-итальянской границей на южном берегу реки Мера в долине Брегалья.

## История
Церковь Святой Марии в Кастельмюре (разрушенный форт на территории Бондо) впервые упоминается в 988 году, деревенская церковь Святого Мартино — в 1250 году. В 1380 году поселение впервые упомянуто под названием Бондо. На немецком языке название звучало как Bundth, на романшском, как Buond. В 1552 году до города дошла Реформация. 1 января 2010 года коммуны Викосопрано, Бондо, Кастазенья, Стампа и Сольо объединились в новую коммуну Брегалья.

## Население
На 2008 год население Бондо составляло 204 человека (48,7 % мужчин, 51,3 % женщин). На 2000 год 19,34 % жителей говорило на немецком языке, 1,66 % — на романшском, 77,35 % — на итальянском. 9,4 % населения были в возрасте до 9 лет, 6,6 % — от 10 до 19 лет, 8,8 % — от 20 до 29 лет, 13,3 % — от 30 до 39 лет, 9,9 % — от 40 до 49 лет, 16,0 % — от 50 до 59 лет, старше 60 лет было 36,0 % населения. На 2005 год в Бондо уровень безработицы составлял 0,61 %.
| 1803 | 1850 | 1900 | 1950 | 1960 | 2000 | 2008 |
| ---- | ---- | ---- | ---- | ---- | ---- | ---- |
| 235  | 230  | 304  | 239  | 554  | 181  | 204  |

## Церковь Святой Марии в Кастельмюре
Церковь Святой Марии в Кастельмюре была значительно перестроена в XIX веке, но в ней остались элементы романской архитектуры. Церковь также восстанавливалась в XVII веке, однако внутри остались фрески XV века. На кладбище церкви захоронен художник Гуггенхайм.

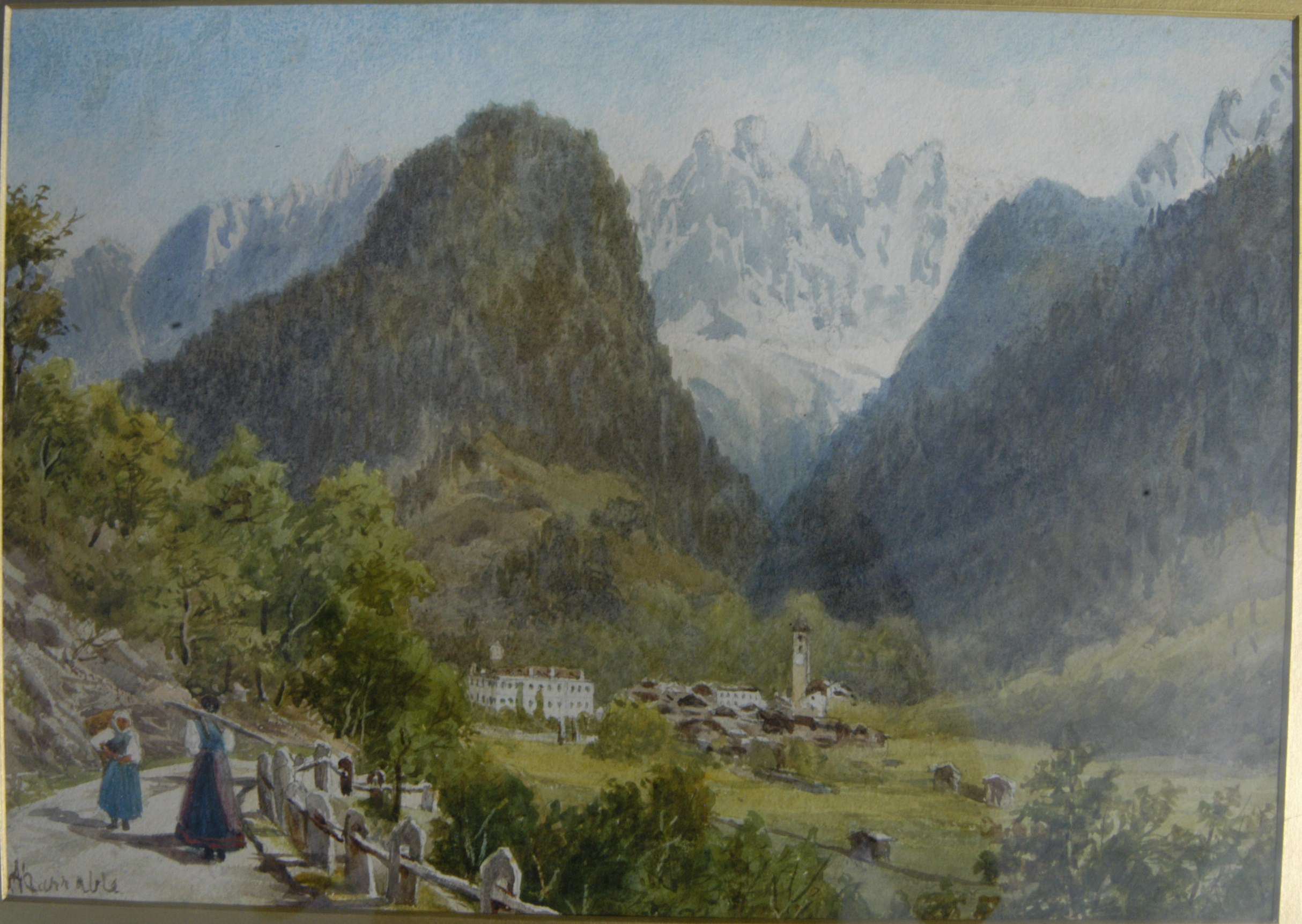
Акварельный рисунок Бондо с юго-запада (1880 год), Мадлен Марабл